# Ђизира
Ђизира је насеље у Италији у округу Сиракуза, региону Сицилија.
Према процени из 2011. у насељу је живело 85 становника. Насеље се налази на надморској висини од 47 м.